# Okręg wyborczy Murray
Okręg wyborczy Murray (ang. Division of Murray) – jednomandatowy okręg wyborczy do Izby Reprezentantów Australii, położony w północnej części stanu Wiktoria. Jest jednym z dwóch federalnych okręgów wyborczych czerpiących nazwę od rzeki Murray (drugi to okręg wyborczy Indi, nazwany od aborygeńskiej nazwy tej rzeki). Pierwsze wybory odbyły się w nim w 1949 roku. 

## Lista posłów
| okres urzędowania | poseł         | przynależność                                                                                        |
| ----------------- | ------------- | --- |
| 1949-1971         | John McEwen   | Partia Agrarna                                                                                       |
| 1971-1996         | Bruce Lloyd   | Partia Wiejska (1971-1975) Narodowa Partia Wiejska (1975-1982) Narodowa Partia Australii (1982-1996) |
| 1996-2016         | Sharman Stone | Liberalna Partia Australii                                                                           |
| od 2016           | Damian Drum   | Narodowa Partia Australii                                                                            |

źródło: 